# Herceghalom, Pesta
Herceghalom  este un sat în districtul Budakesz, județul Pesta, Ungaria, având o populație de 2.051 de locuitori (2011). 

## Demografie
Componența etnică a satului Herceghalom
     Maghiari (92,66%)
     Germani (3,53%)
     Necunoscut (2,1%)
     Alții (1,71%)
Componența confesională a satului Herceghalom
     Romano-catolici (31,25%)
     Fără religie (16,63%)
     Reformați (10,87%)
     Greco-catolici (1,76%)
     Atei (1,71%)
     Luterani (1,32%)
     Necunoscută (35,88%)
     Alte religii (2,49%)
Conform recensământului din 2011, satul Herceghalom avea 2.051 de locuitori. Din punct de vedere etnic, majoritatea locuitorilor (92,66%) erau maghiari, cu o minoritate de germani (3,53%). Apartenența etnică nu este cunoscută în cazul a 2,1% din locuitori. Nu există o religie majoritară, locuitorii fiind romano-catolici (31,25%), persoane fără religie (16,63%), reformați (10,87%), greco-catolici (1,76%), atei (1,71%) și luterani (1,32%). Pentru 35,88% din locuitori nu este cunoscută apartenența confesională.